# Strzały z Aurory

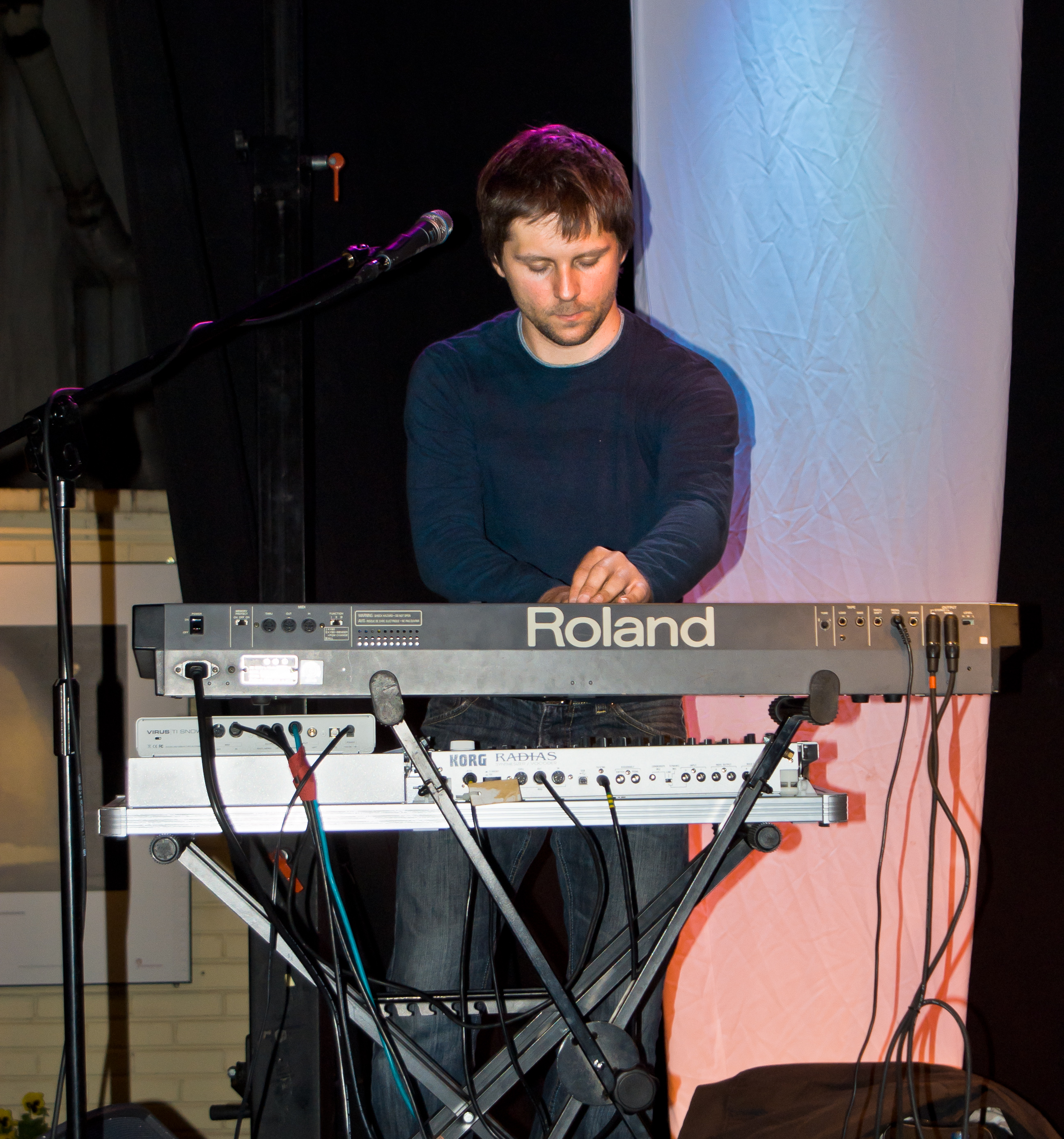
Bartłomiej Lewczuk

Strzały z Aurory – kabaret pochodzący z Warszawy, działający w latach 1996–2002. 

## Skład
- Agnieszka Stajkowska
- Aldona Machowska-Góra – obecnie Teatr Konsekwentny
- Dorota Kurowicka (obecnie Halama) – kabarety HiFi Szum, obecnie Projekt H
- Alicja Szumowska (obecnie Jachimek)
- Tomasz Jachimek – Formacja Chatelet, obecnie Jachim Presents
- Krzysztof Pawlik,
- Bartłomiej Lewczuk – obecnie muzyk kabaretu Jurki
- Adam Sajnuk – obecnie Teatr Konsekwentny.

## Osiągnięcia
- I Nagroda na Festiwalu Teatrów i Kabaretów Gdańsk '98
- I Miejsce w Ogólnopolskim Przeglądzie Kabaretów PaKA '99 –  krzesło złamane przez kabaret Potem w ich historycznym ostatnim występie na PaCE dla Kabaretu Strzały z Aurory. Uzasadnienie: Bo to się Qpy trzyma[1].

## Programy
- Kompendium wiedzy z zakresu kabarecie amatorskim
- The never ending story